# (2036) Sheragul
(2036) Sheragul es un asteroide que forma parte del cinturón de asteroides y fue descubierto por Nikolái Stepánovich Chernyj desde el Observatorio Astrofísico de Crimea, en Naúchni, el 22 de septiembre de 1973.

## Designación y nombre
Sheragul fue designado inicialmente como 1973 SY2.
Posteriormente se nombró por la localidad siberiana de Seragul.

## Características orbitales
Sheragul orbita a una distancia media del Sol de 2,244 ua, pudiendo acercarse hasta 1,828 ua y alejarse hasta 2,661 ua. Su inclinación orbital es 3,973 grados y la excentricidad 0,1857. Emplea 1228 días en completar una órbita alrededor del Sol.

## Características físicas
La magnitud absoluta de Sheragul es 12,7 y el periodo de rotación de 5,41 horas.